# Jardín de Plantas Medicinales de la Escuela de Farmacia de Tokio
El Jardín de Plantas Medicinales de la Escuela de Farmacia de Tokio (en japonés: 東京都薬科大学薬用植物園) es un jardín botánico de 41 hectáreas, dependiente de la Universidad Farmacéutica de Tokio en Hachioji barrio de Tokio, Japón.

## Localización
El jardín es el Jardín de Plantas Medicinales más grande de la zona de Tokio, y se distribuye entre un vallejo y una colina.
Se encuentra en, Hori-no-uchi 1432-1, Hachioji-shi, Tokio 192-0392 Japón.
- Temperatura media anual : 15,3 °C
- Promedio Anual de Lluvia : 1305 mm (1971 a 2000)

La entrada es gratuita de 9:00 a 16:00 los días de apertura de la universidad. 
El invernadero está abierto de 9:30 a 15:00 del mes de noviembre al mes de marzo. 
El jardín está cerrado el domingo y durante los permisos universitarios (mediados de agosto y final de año).

## Colecciones
El jardín botánico contiene más de 2.000 especies de plantas medicinales y útiles, que en el vallejo se encuentran en un estado seminatural. 
- Jardín sistemático,
- Invernadero,
- Paseo de observación de la naturaleza, Un camino de paseo serpenteante a través del bosque, sobre la colina, y permite observar unas 500 especies naturales, tal como el Asarum tamaense.
- Bosque, con plantas características de la zona.

## Actividades pedagógicas
Además de servir como reserva de plantas para utilizar en los estudios universitarios, el jardín organiza dos veces al año un seminario público sobre las plantas medicinales, su observación, y su uso. 